# HMS Thrasher (N37)
Pour les autres navires du même nom, voir HMS Thrasher.
Le HMS Thrasher (pennant number : N37) est un sous-marin de la classe T en service dans la Royal Navy. Construit au chantier naval Cammell Laird & Co Limited à Birkenhead, il est lancé en novembre 1940. Il a eu une carrière active en mer Méditerranée et dans l’océan Pacifique en Extrême-Orient.

## Conception
Les sous-marins de la classe S, quoique très réussis, se sont avérés trop petits pour des opérations lointaines. Il fallut mettre en chantier la classe T, également très réussie, qui avait 21 mètres de longueur en plus et un déplacement de 1000 tonnes. Alors que les bâtiments de la classe S avaient seulement six tubes lance-torpilles d'étrave, ceux de la classe T en avaient huit, dont deux dans un bulbe d'étrave, plus deux autres dans la partie mince de la coque au milieu du navire.

## Engagements
Le HMS Thrasher fut construit par Cammell Laird & Co Limited à Birkenhead. Sa quille fut posée le 14 novembre 1939. Il fut lancé le 28 novembre 1940 et mis en service dans la Royal Navy le 14 mai 1941.
Le HMS Thrasher a commencé sa carrière en endommageant lourdement le bateau de pêche français Virgo Fidelis dans le golfe de Gascogne, alors qu’il était en transit vers la Méditerranée. Le Virgo Fidelis a été échoué, mais a été déclaré irréparable. Une fois en Méditerranée, le HMS Thrasher a coulé de nombreux navires :
- trois voiliers grecs, dont le San Stefano ;
- le voilier italien Esperia ;
- les navires marchands italiens Attilio Deffenu, Fedora, Gala, Penelope, Lero, Sant’Antonio et Padenna ;
- le cargo de l’armée allemande Atlas ;
- les remorqueurs italiens Pilo et Roma ;
- et l’aviso italien Diana.

Il a également attaqué (sans succès) le transport allemand Ankara et le navire marchand allemand Arkadia. Il a également attaqué le chaland allemand F 184, mais a été contraint de se replier en raison des tirs en retour de l’ennemi. En juillet 1942, le Thrasher a été bombardé par erreur par un avion britannique Fairey Swordfish au large de Port-Saïd, en Égypte, causant des dommages qui ont nécessité un mois de réparations.
Le HMS Thrasher a coulé 20 000 tonnes de navires ennemis pendant la campagne de la Méditerranée.

## Double Victoria Cross
Le 16 février 1942, au nord de la Crète, le HMS Thrasher fut attaqué après avoir coulé un navire de ravitaillement. Lorsqu’il refit surface plus tard, on découvrit qu’il y avait deux bombes non explosées dans la tourelle du canon. Le lieutenant Peter Scawen Watkinson Roberts et le quartier-maître Thomas William Gould enlevèrent le premier projectile sans trop de difficulté, mais le second se trouvait dans un espace très restreint et ils durent pour l’approcher se coucher à plat. Gould était allongé sur le dos, avec la bombe dans les bras, pendant que Roberts le traînait par les épaules. Il leur a fallu 50 minutes pour enlever la bombe et la jeter par-dessus bord. En raison de leur acte héroïque, qui a probablement sauvé le Thrasher, les deux hommes ont reçu la Croix de Victoria.

## Extrême-Orient
Le HMS Thrasher fut affecté en Extrême-Orient au début de 1945. Il coula 20 voiliers et quatre caboteurs avant la fin de la guerre.
Il a survécu à la guerre et a été vendu à la ferraille au chantier Thos W Ward de Briton Ferry, Pays de Galles, le 9 mars 1947.